# Perú en los Juegos Olímpicos de Londres 1948
Perú estuvo representado en los Juegos Olímpicos de Londres 1948 por un total de 41 deportistas masculinos que compitieron en 7 deportes.
El portador de la bandera en la ceremonia de apertura fue el halterófilo Carlos Domínguez Mavila.

## Medallistas
El equipo olímpico peruano obtuvo las siguientes medallas:
| Nombre        | Deporte | Competición    |
| ------------- | ------- | -------------- |
| Oro           |         |                |
| Edwin Vásquez | Tiro    | Pistola 50 m M |
| Plata         |         |                |
| —             |         |                |
| Bronce        |         |                |
| —             |         |                |